# Pentacentrus papuanus
Pentacentrus papuanus är en insektsart som beskrevs av Lucien Chopard 1951. Pentacentrus papuanus ingår i släktet Pentacentrus och familjen syrsor. Inga underarter finns listade i Catalogue of Life.